# エリック・チャベス
エリック・シーザー・チャベス（Eric Cesar Chavez, 1977年12月7日 - ）は、アメリカ合衆国カリフォルニア州ロサンゼルス出身の元プロ野球選手（三塁手）。右投左打｡2023年からMLB・ニューヨーク・メッツのベンチコーチを務める。
"Chavez"は現地でも「チャベス」と読まれることが多いが、本人は「シャベス」と読み、場内アナウンスも「シャベス」と読ませていた。

## 経歴

### プロ入りとアスレチックス時代
1996年のMLBドラフト1巡目（全体10位）でオークランド・アスレチックスから指名され、プロ入り。高校時代からすでに全米に名の知られた存在で、高校全米選抜に選ばれたこともあった。ちなみに高校時代のチームメイトにはエリック・マンソンがいる。
もともと遊撃手であったが、チームメイトにミゲル・テハダがいたために、マイナー時代に三塁手にコンバートされた。
1998年9月8日にリーグ2番目の若さでメジャーデビューを果たし、打率.311を記録した。高い守備力が持ち味で、2001年から2006年まで6年連続でゴールドグラブ賞に輝いている。
2001年、三塁手の球団年間最多本塁打記録を更新する32本塁打を記録し、9月には27試合で打率.370、8本塁打、26打点を記録し月間MVPを初受賞した。
2002年、指名打者で4本塁打記録したため前年の三塁手球団年間本塁打の更新はできなかったが、自己最多の34本塁打を記録し、シルバースラッガー賞とゴールドグラブ賞を受賞した。オフには日米野球のメジャーリーグ選抜の一員として訪日した。
打撃力も高く、2000年 - 2005年まで6年連続で25本以上の本塁打を放っている。やや荒っぽい面もあり、打率は3割を超えたことがほとんどないが、2004年にはリーグ最多の95四球を記録するなど出塁率は高い水準を維持している。
2005年から6年総額6,600万ドルで契約延長し、徹底した合理主義を貫きFA選手の引止めなどもほとんど行わないビリー・ビーン政権下のアスレチックスにおいてFAで引き止められた数少ない選手である。
2006年は怪我の影響もあって打率.241と低迷したが6年連続でゴールドグラブ賞を受賞した。

2007年は昨年に続き打率.240と不調の上、怪我で90試合の出場にとどまったためゴールドグラブ賞をエイドリアン・ベルトレに譲ってしまった。オフに痛めていた両肩と背中手術を行ったので、2008年シーズンは出遅れる事となった。
2009年はわずか8試合の出場で打率.100という成績を残しただけで、怪我の為シーズンを全休することが早々に決まった。
2010年は5月に椎間板ヘルニアのため故障者リスト入りし、残りのシーズンを欠場した。出場は33試合に留まった。アスレチックスはチャベスとの2011年の契約延長オプションを持っていたが、同球団はそれを行使せず、シーズン終了後の11月3日にFAとなった。

### ヤンキース時代

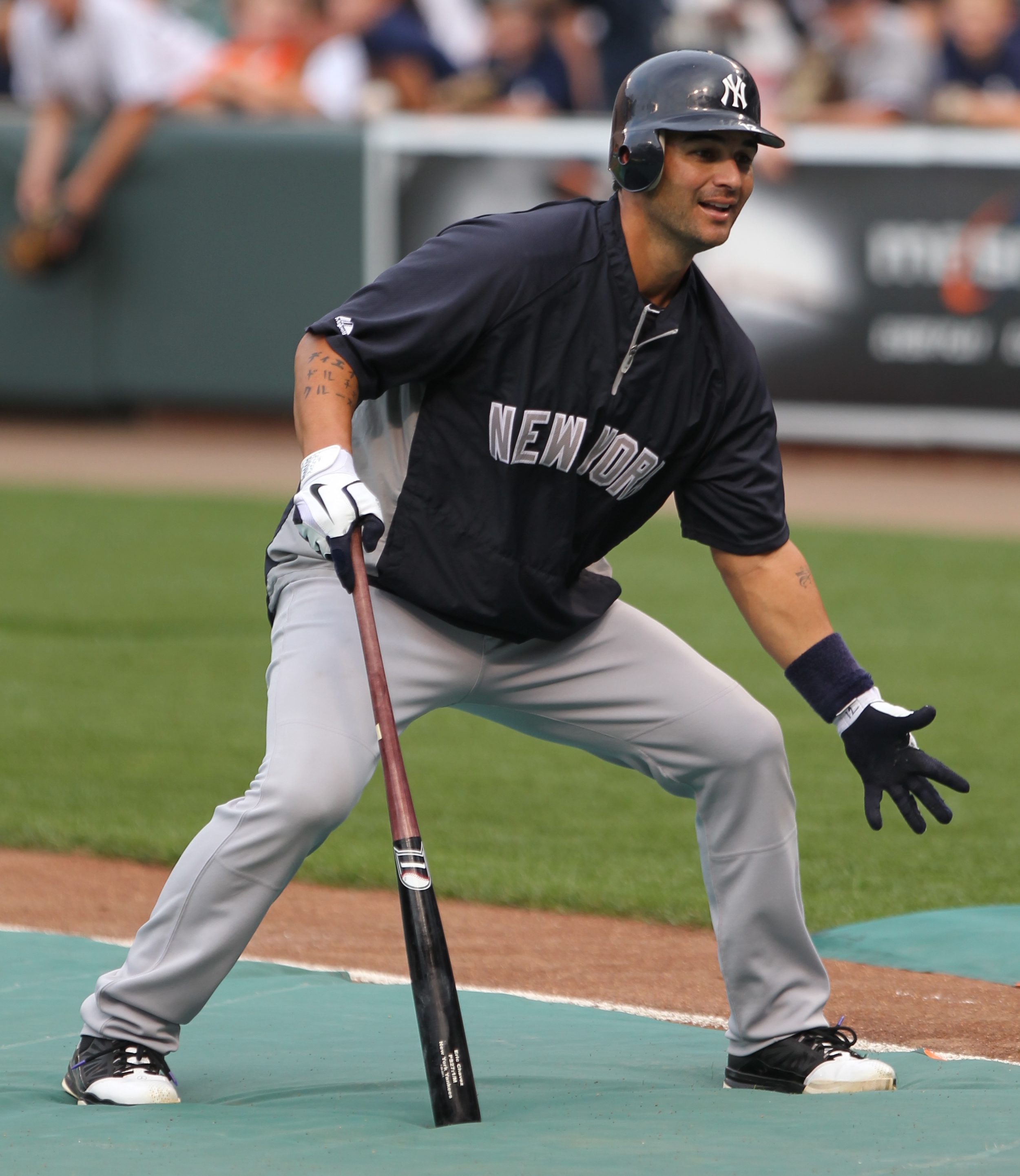
ヤンキースでの現役時代(2011年8月26日)

2011年2月4日にニューヨーク・ヤンキースとマイナー契約を結んだ。チャベスはフランチャイズ・プレイヤーだったが、ヤンキースの移籍によってフランチャイズ・プレイヤーではなくなった。スプリングトレーニングに招待選手として参加した。シーズン開幕直前にメジャー契約を結び、開幕からベンチ入りした。オフの10月30日にFAとなった。
2012年2月23日にヤンキースと90万ドルの1年契約で再契約に合意。シーズンでは主に内野のバックアップとして113試合に出場。アレックス・ロドリゲスの離脱中にはスタメン起用されることもあった。オフの10月29日にFAとなった。

### ダイヤモンドバックス時代
2012年12月5日にアリゾナ・ダイヤモンドバックスと総額300万ドル（約2億5000万円）の1年契約に合意した。
2013年10月31日にFAとなったが、12月20日に1年契約でダイヤモンドバックスと再契約した。
2014年は開幕ロースター入りし、開幕後は44試合に出場していたが、6月9日に左膝の故障で15日間の故障者リスト入りし、29日に60日間の故障者リストへ異動した。7月30日に現役引退を発表した。

### 引退後
2014年10月31日、ニューヨーク・ヤンキースの特別スカウトに就任することが発表された。
2015年シーズン終了後に、ロサンゼルス・エンゼルスのGM特別補佐に就任した。
2021年12月22日にニューヨーク・ヤンキースの打撃コーチ補佐に就任することが一旦は発表されたが、2022年1月6日にニューヨーク・メッツの打撃コーチへの就任が発表された。

## 選手としての特徴

### 打撃
まっすぐな姿勢で構え、スウィングする際は梃の原理を応用するために早めに前足を上げる。スイング自体は大きいが速さがあり、ヒッティングゾーンが広く、ストライクゾーンから外れている悪球もうまく打つことができる。広角にパワーのある打球を飛ばすことができるが、悪球を追いかける傾向があり、内角球で仕留められることが時々ある。

### 守備
守備ではやや柔軟性に欠け、やや背筋をまっすぐにして構えるが、グラブさばきは柔らかい。その割に敏捷性に優れ、足運びと打球反応は左右ともに素早い。また、身体バランスが優れているので、打球に対してダイブを余儀なくされた際にも、素早く体勢を立て直すことができる。だが、片手で捕球することを好み、身体の横側でボールをさばくため、正面で捕れる打球をバックハンドで捕球することもしばしばある。そして、身体の左方向への打球の読み良くない。送球の際は投げ上げる傾向がある。そのため、腕の低い位置から送球するためボールが下降するが、ボールの勢いは遠くに投げても失速しない。2007年の「ベースボールアメリカ」誌によるアリーグ選手部門別ランキングでは「守備の上手い三塁手」で1位の評価を受けた。

## 人物
右腕に日本語のタトゥーがある。

## 詳細情報

### 年度別打撃成績
| 年 度     | 球 団     | 試 合 | 打 席 | 打 数 | 得 点 | 安 打 | 二 塁 打 | 三 塁 打 | 本 塁 打 | 塁 打 | 打 点 | 盗 塁 | 盗 塁 死 | 犠 打 | 犠 飛 | 四 球 | 敬 遠 | 死 球 | 三 振 | 併 殺 打 | 打 率 | 出 塁 率 | 長 打 率 | O P S |
| --------- | --------- | ----- | ----- | ----- | ----- | ----- | -------- | -------- | -------- | ----- | ----- | ----- | -------- | ----- | ----- | ----- | ----- | ----- | ----- | -------- | ----- | -------- | -------- | ----- |
| 1998      | OAK       | 16    | 48    | 45    | 6     | 14    | 4        | 1        | 0        | 20    | 6     | 1     | 1        | 0     | 0     | 3     | 1     | 0     | 5     | 1        | .311  | .354     | .444     | .799  |
| 1999      | OAK       | 115   | 402   | 356   | 47    | 88    | 21       | 2        | 13       | 152   | 50    | 1     | 1        | 0     | 0     | 46    | 4     | 0     | 56    | 7        | .247  | .333     | .427     | .760  |
| 2000      | OAK       | 153   | 569   | 501   | 89    | 139   | 23       | 4        | 26       | 248   | 86    | 2     | 2        | 0     | 5     | 62    | 8     | 1     | 94    | 9        | .277  | .355     | .495     | .850  |
| 2001      | OAK       | 151   | 604   | 552   | 91    | 159   | 43       | 0        | 32       | 298   | 114   | 8     | 2        | 0     | 7     | 41    | 9     | 4     | 99    | 7        | .288  | .338     | .540     | .878  |
| 2002      | OAK       | 153   | 653   | 585   | 87    | 161   | 31       | 3        | 34       | 300   | 109   | 8     | 3        | 0     | 2     | 65    | 13    | 1     | 119   | 8        | .275  | .348     | .513     | .860  |
| 2003      | OAK       | 156   | 654   | 588   | 94    | 166   | 39       | 5        | 29       | 302   | 101   | 8     | 3        | 0     | 3     | 62    | 10    | 1     | 89    | 14       | .282  | .350     | .514     | .864  |
| 2004      | OAK       | 125   | 577   | 475   | 87    | 131   | 20       | 0        | 29       | 238   | 77    | 6     | 3        | 0     | 4     | 95    | 10    | 3     | 99    | 21       | .276  | .397     | .501     | .898  |
| 2005      | OAK       | 160   | 694   | 625   | 92    | 168   | 40       | 1        | 27       | 291   | 101   | 6     | 0        | 0     | 9     | 58    | 4     | 2     | 129   | 9        | .269  | .329     | .466     | .794  |
| 2006      | OAK       | 137   | 576   | 485   | 74    | 117   | 24       | 2        | 22       | 211   | 72    | 3     | 0        | 0     | 6     | 84    | 6     | 1     | 100   | 19       | .241  | .351     | .435     | .786  |
| 2007      | OAK       | 90    | 379   | 341   | 43    | 82    | 21       | 2        | 15       | 152   | 46    | 4     | 2        | 0     | 4     | 34    | 2     | 0     | 76    | 9        | .240  | .306     | .446     | .752  |
| 2008      | OAK       | 23    | 95    | 89    | 10    | 22    | 7        | 0        | 2        | 35    | 14    | 0     | 0        | 0     | 0     | 6     | 0     | 0     | 18    | 2        | .247  | .295     | .393     | .688  |
| 2009      | OAK       | 8     | 31    | 30    | 0     | 3     | 1        | 0        | 0        | 4     | 1     | 0     | 0        | 0     | 0     | 1     | 0     | 0     | 7     | 0        | .100  | .129     | .133     | .262  |
| 2010      | OAK       | 33    | 123   | 111   | 10    | 26    | 8        | 0        | 1        | 37    | 10    | 0     | 0        | 0     | 4     | 8     | 0     | 0     | 31    | 3        | .234  | .276     | .333     | .610  |
| 2011      | NYY       | 58    | 175   | 160   | 16    | 42    | 7        | 1        | 2        | 57    | 26    | 0     | 0        | 0     | 1     | 14    | 3     | 0     | 34    | 4        | .263  | .320     | .356     | .676  |
| 2012      | NYY       | 113   | 313   | 278   | 36    | 78    | 12       | 0        | 16       | 138   | 37    | 0     | 0        | 0     | 4     | 30    | 3     | 1     | 59    | 10       | .281  | .348     | .496     | .845  |
| 2013      | ARI       | 80    | 254   | 228   | 28    | 64    | 14       | 2        | 9        | 109   | 44    | 1     | 0        | 0     | 5     | 19    | 4     | 1     | 45    | 7        | .281  | .332     | .478     | .810  |
| 2014      | ARI       | 44    | 81    | 69    | 6     | 17    | 3        | 1        | 3        | 31    | 8     | 2     | 0        | 0     | 1     | 11    | 0     | 0     | 19    | 2        | .246  | .346     | .449     | .795  |
| MLB：17年 | MLB：17年 | 1615  | 6228  | 5518  | 816   | 1477  | 318      | 24       | 260      | 2623  | 902   | 50    | 17       | 0     | 55    | 639   | 77    | 15    | 1079  | 132      | .268  | .342     | .475     | .818  |

- 各年度の太字はリーグ最高

### 表彰
- シルバースラッガー賞：1回（2002年）
- ゴールドグラブ賞：6回（2001年 - 2006年）

### 背番号
- 30（1998年）
- 3（1999年 - 2010年）
- 12（2011年 - 2014年）